# Шгеді
Шгеді (груз. შგედი) — село в Грузії.
За даними перепису населення 2014 року в селі проживає 31 особа.